# 退而不休
《退而不休》，2018年日本电影。

## 劇情概述
在一流銀行工作的社會精英田代壯介（館廣 飾）將畢生都奉獻給工作。終於熬到退休的他，突然擁有自己的休閒時光，卻發現無事可做！想在公園、圖書館或健身房消磨時間，但無論他走到哪裡都充滿無所事事的老年人。他忽然覺得自己被這個社會拋棄，並開始懷疑他的生命價值。受到家庭成員們的鼓舞，狀介決定在教育中心重拾對文學的興趣。卻出乎意料的被學校的櫃檯小姐濱田久里（廣末涼子 飾）所吸引，狀介在晚年再次墜入愛河。他開始勤上健身房，又被同來健身的IT新銳社長開口邀請他擔任公司顧問。狀介的“第二人生”看似前途光明。但事情並沒有如他所預期，意想不到的麻煩接踵而來。最後連始終支持他的妻子千草（黑木瞳 飾）都提出從婚姻中畢業的要求......

## 演員
| 演員姓名   | 角色名稱   | 介紹                     |
| 館廣       | 田代壯介   | 退休社會菁英             |
| 黑木瞳     | 千草       | 壯介老婆                 |
| 廣末涼子   | 濱田久里   | 天真爛漫的櫃檯小姐       |
| 臼田麻美   | 山崎道子   | 壯介女兒                 |
| 田口智朗   | 青山俊彥   | 千草的堂弟               |
| 今井翼     | 鈴木直人   | 聘壯介為顧問的IT新銳社長 |
| 岩崎加根子 | 田代ミネ   | 壯介媽媽                 |
| 高畑淳子   | 櫻田美雪   | 壯介妹妹                 |
| 笹野高史   | 二宮勇     | 壯介高中同學             |
| 渡邊哲     | 川上喜太郎 | 壯介高中同學(16號)       |
| 柳原晴郎   | 工藤元一   | 壯介高中同學             |
| 溫木洋一   | 山下良夫   | 面談壯介山下公司社長     |
| 清水美智子 | 山下正美   | 山下公司副社長           |
| 岩永丞威   | 田代壯介   | 學生時代的壯介           |

## 幕後團隊
原作：内館牧子『終わった人』（講談社文庫）
監督：中田秀夫
腳本：根本非翟
音樂：海田庄吾
主題曲：今井美樹「あなたはあなたのままでいい」（作詞・作曲：布袋寅泰、Virgin Music/ユニバーサル ミュージック）
製作總指揮：黑澤滿